# Marijana Petir
Marijana Petir (ur. 4 października 1975 w Kutinie) – chorwacka polityk i nauczycielka, parlamentarzystka krajowa, posłanka do Parlamentu Europejskiego VIII kadencji, była wiceprzewodnicząca Chorwackiej Partii Chłopskiej (HSS).

## Życiorys
Z zawodu nauczycielka. Ukończyła studia z zakresu biologii i teologii na Uniwersytecie w Zagrzebiu. Zaangażowała się w działalność Chorwackiej Partii Chłopskiej, dochodząc w jej strukturach do stanowiska wiceprzewodniczącej partii. W latach 2002–2003 po raz pierwszy zasiadała w Zgromadzeniu Chorwackim. Ponownie mandat poselski sprawowała od 2007 do 2011.
W 2014 z ramienia Koalicji Patriotycznej, współtworzonej m.in. przez HDZ i HSS, uzyskała mandat europosłanki VIII kadencji. W PE zasiadała do 2019. W 2020 i 2024 z ramienia koalicji skupionej wokół HDZ była ponownie wybierana do Zgromadzenia Chorwackiego.